# Список британських художників 18 століття
Список британських художників 18 століття 
|  | Службовий список статей, створений для координації робіт з розвитку теми. Це попередження не встановлюється на інформаційні списки і глосарії. |

## А
- Александр ван Акен (1701-1757), брат Йосипа ван Акена
- Йосип ван Акен (Джозеф ван Акен 1699—1749)
- Арнольд ван Акен ( ?—1736 )
- Чарльз д'Агар (1669—1723)

## Б
- Вільям Бічі ( William Beechey 1753—1839)
- Річард Бромптон ( Richard Brompton 1734—1783)

## В
- Чарлз Вайт (Charles White ? —1780), майстер натюрмортів
- Антоніо Верріо (Antonio Verrio бл. 1636-1707)
- Бенджамін Вест (Benjamin West 1738—1820)
- Річард Вілсон (художник) ( 1714—1782), пейзажист
- Френсіс Вітлі (Fransis Wheatley 1747—1801)
- Джон Вуттон ( John Wootton , бл. 1686—1765 )

## Г
- Томас Гейнсборо ( Thomas Gainsborough 1727—1788)
- Вільям Гамільтон (художник) (  William Hamilton 1751 — 1801)
- Томас Гертин ( Thomas Girtin 1775—1802)
- Джеймс Гілрей (1757—1815)

## Д
- Томас Дженкінс (Thomas Jenkins 1722—1798 )
- Томас Джонс (Thomas Jones 1743—1803)
- Джордж Доу (George Dawe 1781—1829)

## К
- Френсіс Котс (Francis Cotes 1726—1770)

## Л
- Луї Лагерр (Louis Laguerre 1663—1721)

## М
- Вільям Марло (William Marlow 1740—1813)
- Томас Молтон молодший (Thomas Malton 1748—1804)
- Джордж Морленд (George Morland 1763—1804)

## Н
- Джордж Наптон ()

## О
- Джон Опі ( John Opie 1781—1807 )

## Р
- Джозеф Райт із Дербі ( 1734—1797)
- Джошуа Рейнольдс (Sir Joshua Reynolds 1723—1792)
- Генрі Реберн (Henry Raeburn 1756—1853)
- Аллан Ремзі (1713—1784)
- Томас Ровлендсон ( Thomas Rowlandson 1756—1827 )
- Джордж Ромні (George Romney 1734—1802)

## С
- Пол Сендбі (1731-1809).

- Джордж Стабс (1724—1806)
- Джеймс Сексон (1767-1840), портретист

## Т
- Пітер Томс (Peter Thoms 1748—1777)
- Джеймс Торнхілл (James Thornhill 1676—1734)

## Х
- Томас Хадсон (художник) (Thomas Hudson 1701—1779)
- Джозеф Хаймор (1692—1780)
- Френсіс Хейман ( Francis Hayman 1708 — 1776 )
- Вільям Хогарт ( William Hogarth 1697—1764 )
- Джон Хопнер  (John Hoppner 1758—1810)

## Ц
- Франческо Цуккареллі (1702—1788),  венеціанський художник-пейзажист і театральний декоратор, що працював у Лондоні двадцять років.